# إيغور شيرفيشينكو
إيغور شيرفيشينكو (الروسية: Черевченко, Игорь Геннадьевич) (21 أغسطس 1974 بدوشنبه في طاجيكستان - ) هو مدرب كرة قدم ولاعب كرة قدم روسي وطاجيكي في مركز الدفاع. شارك مع منتخب طاجيكستان لكرة القدم. أما مع النوادي، فقد لعب مع توربيدو موسكو وسبارتاك فلاديكافكاز ولوكوموتيف موسكو وسسكا بامير دوشنبه وFC Industriya Borovsk ‏.

## روابط خارجية
- إيغور شيرفيشينكو على موقع قاعدة بيانات كرة القدم.إي يو (الإنجليزية)
- إيغور شيرفيشينكو على موقع ناشيونال فوتبول تيمز (الإنجليزية)
- إيغور شيرفيشينكو على موقع عالم كرة القدم.نت (الإنجليزية)